# CCR5
متجانس الازدواج أو انحراف جيني وراثي متجانس الازدواج (بالإنجليزية: CCR5)‏. وهو بروتين يتواجد على سطح خلايا الدم البيضاء التي تشارك في الجهاز المناعي كما أنها بمثابة مستقبلات للكيموكينات. هذه هي العملية التي يتم من خلالها جذب الخلايا T لأهداف الأعضاء والأنسجة المحددة. والعديد من أشكال فيروس نقص المناعة البشري، (وهو الفيروس الذي يسبب مرض الإيدز)، تستخدم في البداية CCR5 للدخول وتصيب الخلايا المضيفة. وهناك عدد قليل من الأفراد تحمل الطفرة المعروفة باسم CCR5-Δ32 في CCR5 الجين، وحماية لهم ضد هذه السلالات من فيروس نقص المناعة البشرية.
في البشر، والجين CCR5 الذي يشفر بروتين CCR5 ويقع على المدى القصير (ع) الذراع على كروموسوم 3.

## الوظيفة
عادة ما يستجيب المُسْتَقْبِل CCR5 إلى أيٍّ من المنشطات الكيميائية (الكيموكينات) chemokines الثلاثة، التي هي إشارات طبيعية تستطيع جذب خلايا الجهاز المناعي إلى مقر العدوى؛ ولكنه لسوء الحظ، يقدم أيضا صنَّارة hook لپروتين غلاف الکيروس (gp120). ففي الواقع، يبدو حاليا أن المستقبل CCR5 هو لاعب مركزي في الإصابة بالعوز المناعي المكتسب؛ فالأشخاص الذين تفتقر بنيتهم الوراثية إلى الشكل الوظيفي لهذا المستقبل ينزعون ليكونوا مقاومين بشكل غير اعتيادي لفيروس العوز المناعي البشري.
وهناك محورات متفارغة عديدة حيث يمتلك المستقبل CCR5، إلا أنه شكل غير ملائم للارتباط بالپروتين بروتين سكري 120 الخاص بفيروس HIV، وقد بلغت هذه المحورات مرحلة التجارب البشرية. إن إحصار تآثر المُعَقَّد complex gp120-CCR5 بإعطاء هذه الأدوية البالغة الصغر يُعد إنجازا مشابها، في المضاهاة الجيوفيزيائية، إلى جزيرة بحجم جزيرة فيجي تمنع التقاء جزيرتين بحجم أستراليا معا. وبمعنى مجازي أكثر، إذا كانت مثل هذه الأدوية بحالة العمل فإنها ستكون بمثابة <ديکيد> الذي يتغلب على العملاق جالوت .

## وصلات خارجية
- Crystal Structure of the CCR5 Chemokine Receptor A rotatable, zoomable 3-D image from rcsb.org
- Video and text from a PBS documentary about the discovery of CCR5
- "Chemokine Receptors: CCR5". IUPHAR Database of Receptors and Ion Channels. International Union of Basic and Clinical Pharmacology. مؤرشف من الأصل في 2016-06-30.
- HuGENavigator literature on HIV Infections and CCR5 from مراكز مكافحة الأمراض واتقائها - (note, authors may not be CDC employees, and there is no public domain notice on the page, so this cannot be assumed to be ملكية عامة)
- Schering-Plough Initiates Phase III Studies with CCR5-Vicriviroc in Treatment- Experienced HIV Patients.
- HIVcoPred A server for prediction of HIV coreceptor usage (CCR5). PLoS ONE 8(4): e61437

قالب:AIDS
قالب:Chemokine receptors
قالب:Clusters of differentiation